# (12214) Miroshnikov
(12214) Miroshnikov es un asteroide perteneciente al cinturón exterior de asteroides, descubierto el 7 de septiembre de 1981 por Liudmila Karachkina desde el Observatorio Astrofísico de Crimea (República de Crimea).

## Designación y nombre
Designado provisionalmente como roshnikov. Fue nombrado Miroshnikov en honor a Mikhail Mikhailovich Miroshnikov, fue director del Instituto Estatal de Óptica de Vavilov entre los años 1966 y 1989. Desarrolló instrumentos de detección aerotransportada y sistemas de imagen para aplicaciones industriales y diagnósticos médicos en las regiones del infrarrojo y del infrarrojo lejano que se utilizaron para las investigaciones espaciales.

## Características orbitales
Miroshnikov está situado a una distancia media del Sol de 3,203 ua, pudiendo alejarse hasta 3,706 ua y acercarse hasta 2,700 ua. Su excentricidad es 0,156 y la inclinación orbital 14,38 grados. Emplea 2094,25 días en completar una órbita alrededor del Sol.
Los próximos acercamientos a la órbita terrestre se producirán el 296 de mayo de 2133, el 31 de agosto de 2144 y el 19 de enero de 2156.

## Características físicas
La magnitud absoluta de Miroshnikov es 11,8. Tiene 22 km de diámetro y su albedo se estima en 0,089.